# Cassero Senese (Roccalbegna)
Il Cassero Senese di Roccalbegna si trova nell'omonima località della provincia di Grosseto.

## Storia e descrizione
La fortificazione, che sovrasta il borgo era un fortilizio minore, usato essenzialmente come punto di vedetta; costituiva il sistema difensivo del centro di Roccalbegna assieme alla Rocca aldobrandesca situata alla sommità dell'altra rupe. Probabilmente, venne costruito agli inizi del XIII secolo dai conti Aldobrandeschi. All'inizio del XV secolo, a causa della perdita della sua importanza strategica, il cassero, allora di proprietà dello Stato senese, fu lasciato in abbandono.
Nel 1446 i Castellani Domenico d'Andrea e Gherardo di Mariano si proposero di restaurarlo a fini strettamente abitativi. Nel 1555 lo Stato senese passò sotto il Granducato di Toscana e nel 1565 Roccalbegna venne concessa dal Granducato agli Sforza della Contea di Santa Fiora. Restò feudo granducale fino al 1751. Con l'abolizione di tutti i feudi, Roccalbegna tornò a costituire comunità giurisdicente fino al 1838, quando fu affidata al vicario regio di Arcidosso.
In corrispondenza dell'attuale giardino, costituito da un ampio prato e alberi d'alto fusto, sorgeva un giardino all'italiana, dotato di un "piccolo casino", risalente al XVII secolo. Di questo giardino non sono rimaste tracce ma approfondite ricerche storiche ipotizzano che questo fosse molto simile al contemporaneo giardino connesso al complesso palatino di Santa Fiora.

## Galleria d'immagini

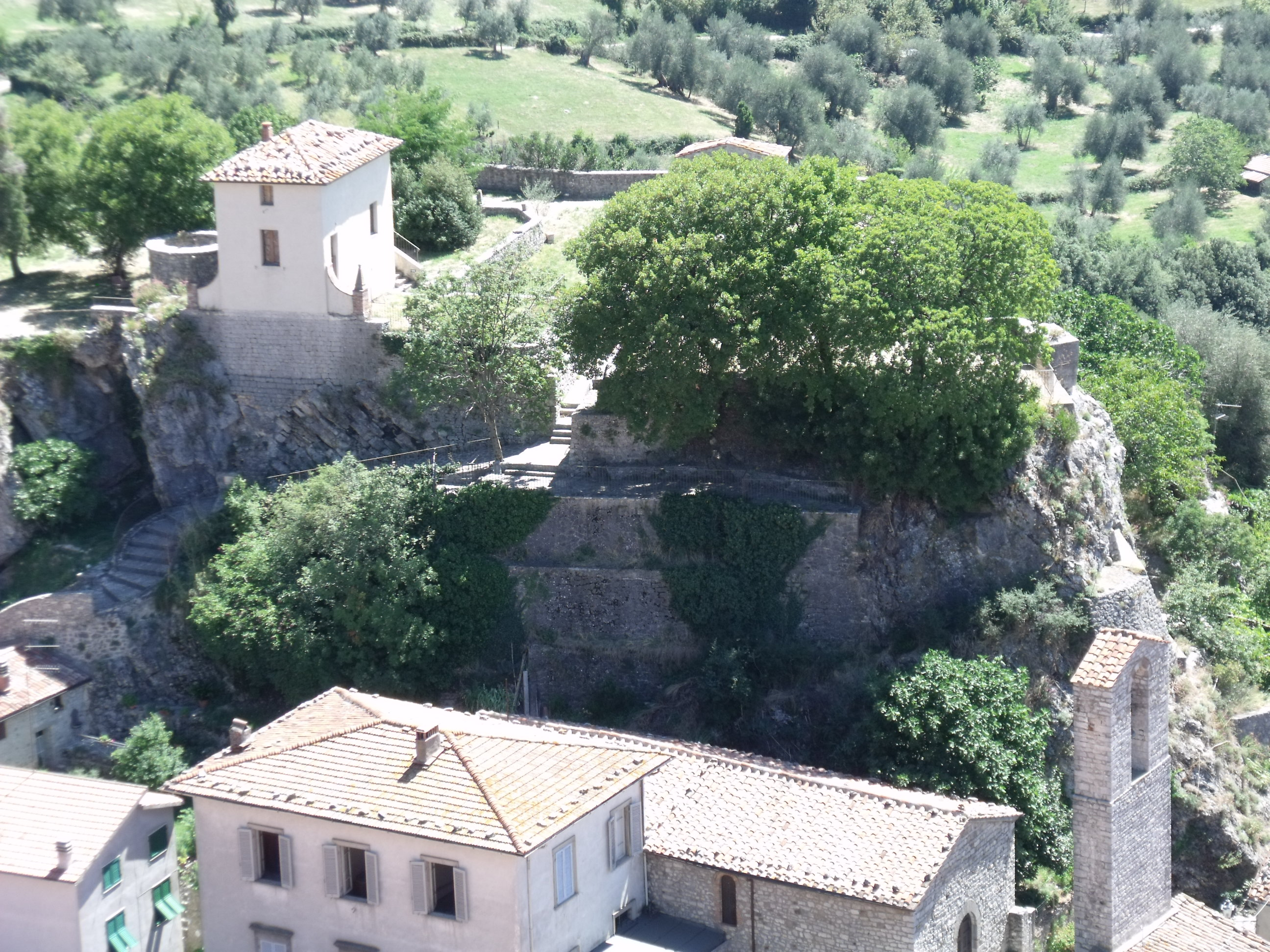
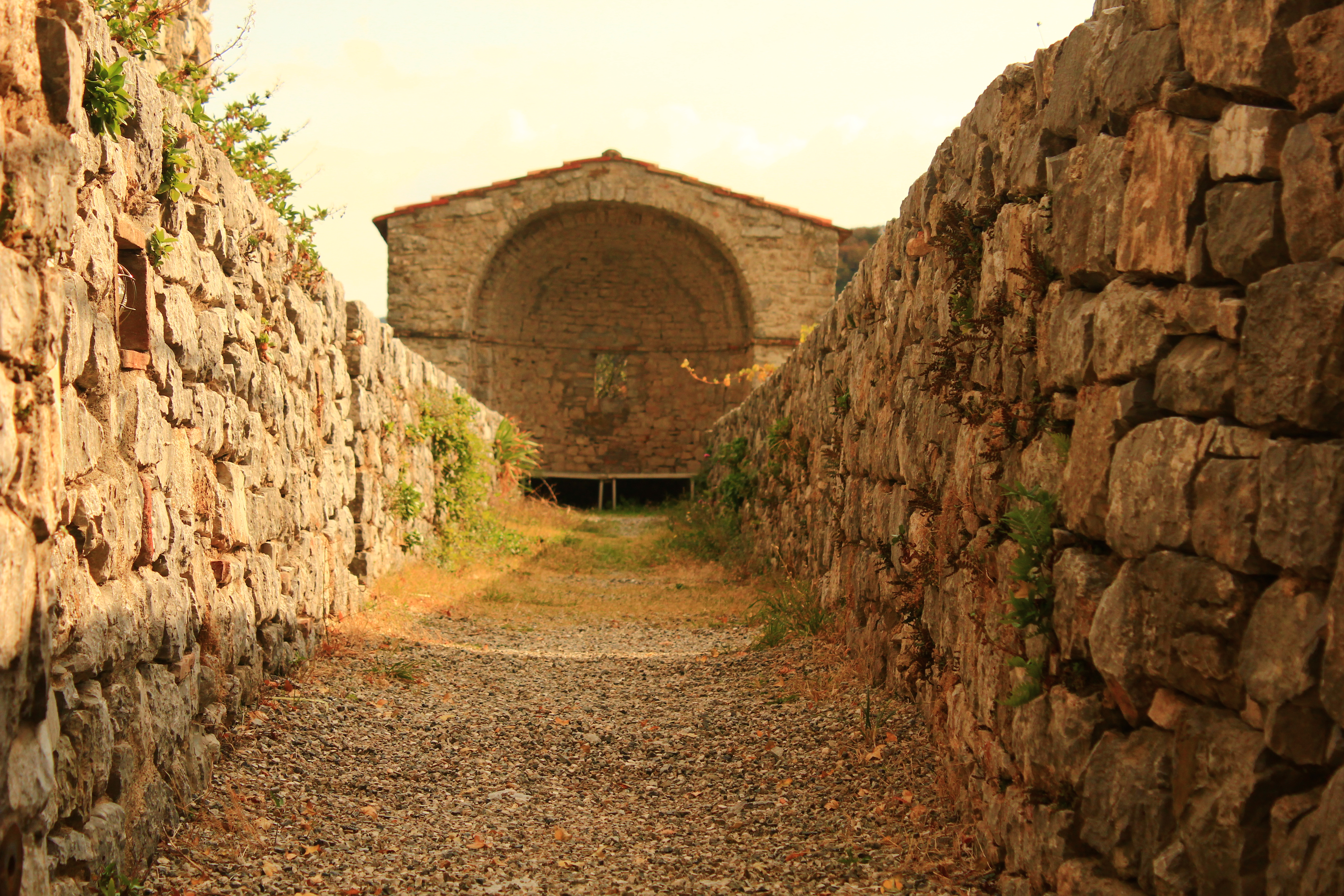
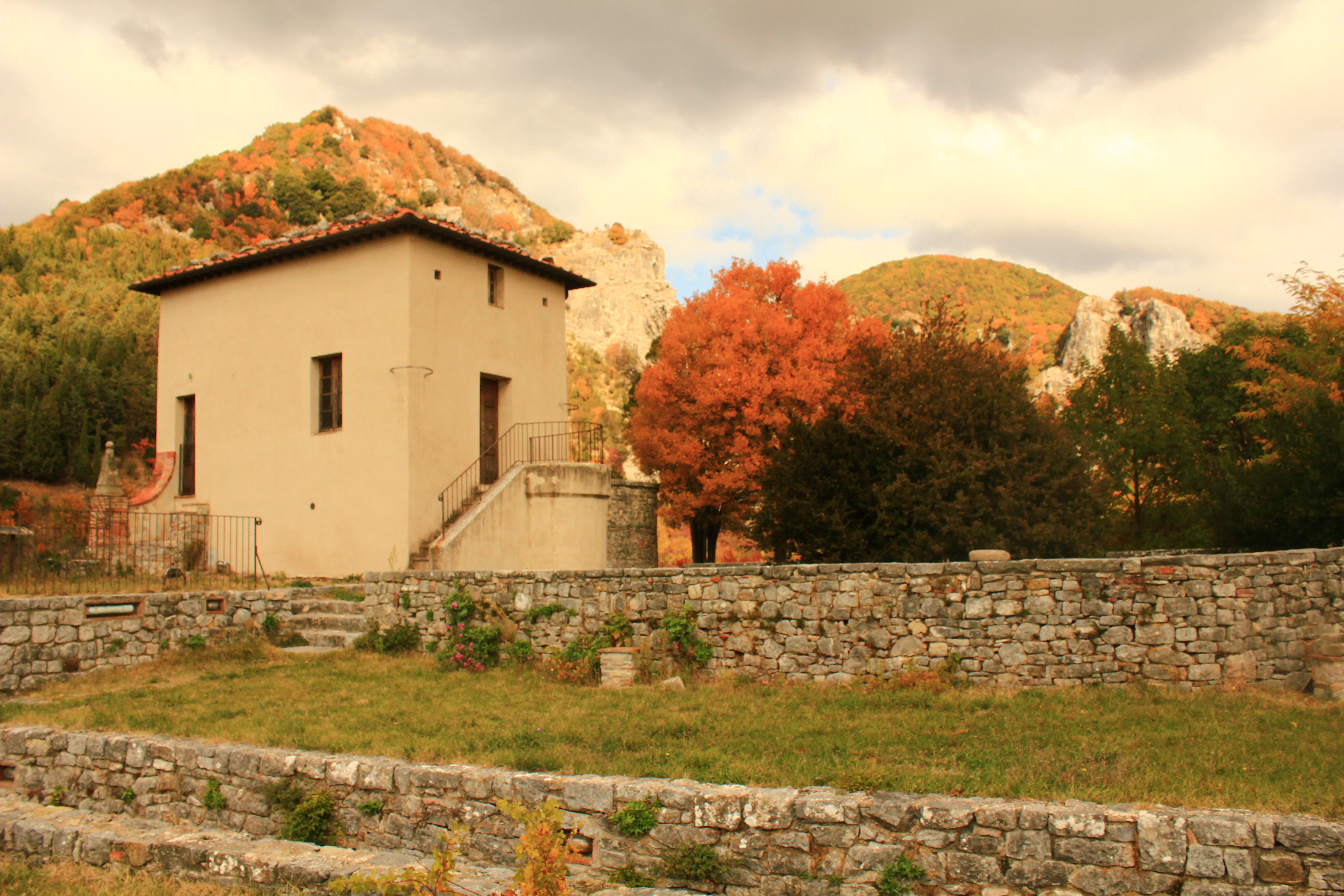
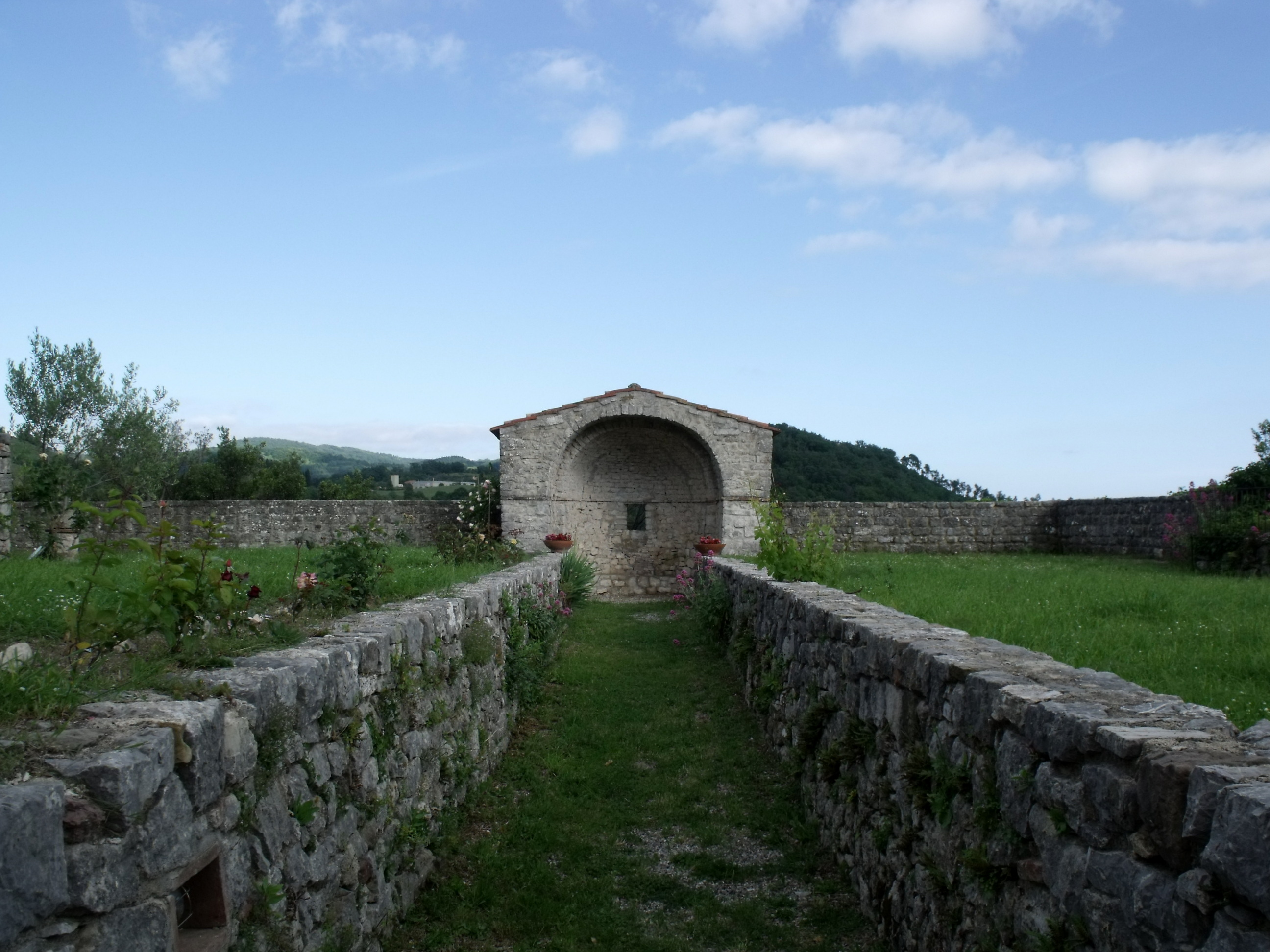
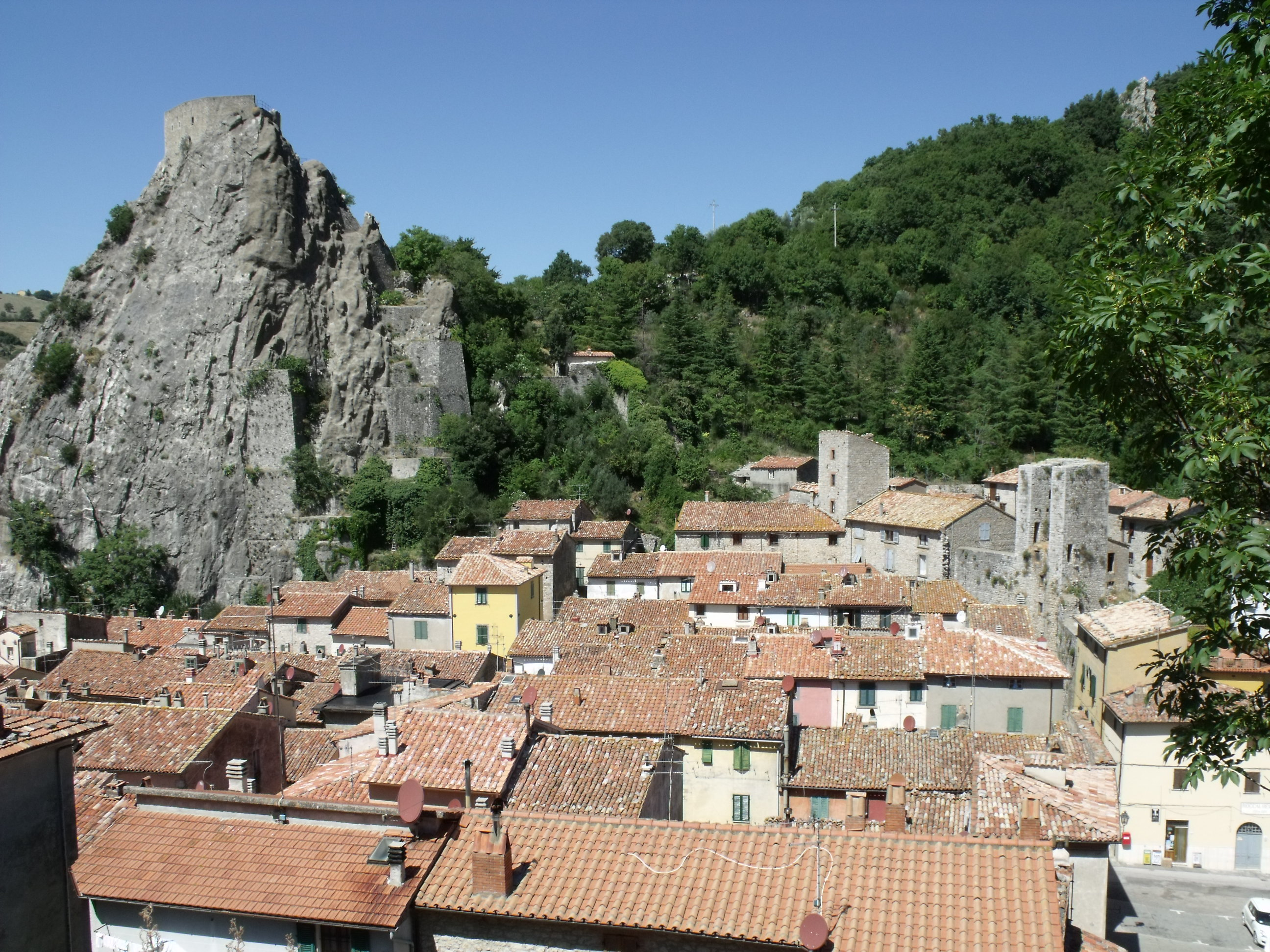
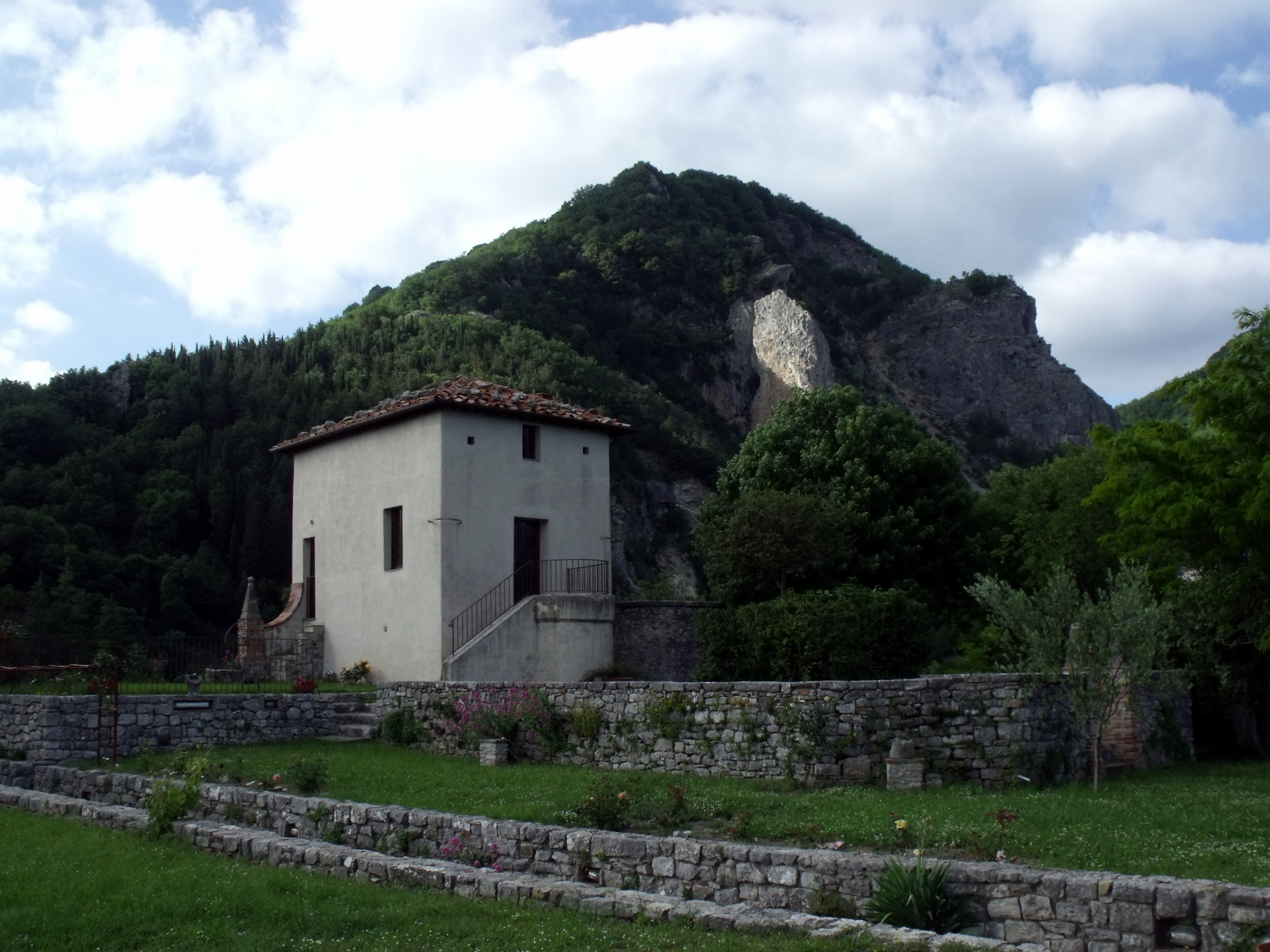